# Ils étaient cinq
Pour plus de détails, voir Fiche technique et Distribution.
Ils étaient cinq est un film français réalisé par Jack Pinoteau en 1951.

## Synopsis
Jean, le postier - Marcel, le boxeur - Roger, l'acteur - André, l'étudiant et Philippe, le fils de bonne famille - cinq jeunes garçons inséparables compagnons de guerre, sont rendus à la vie civile et jurent de préserver leur amitié. Roger, sans emploi, retrouve sa sœur Valérie, chanteuse dans une boîte de nuit. Il est engagé par Frédo pour de louches besognes et devient l'amant de Simone, l'amie de Jean. Marcel qui va de défaite en défaite, rejoint l'équipe de Frédo. André pour racheter la conduite de son père pendant l'occupation se fera tuer en Indochine. Lors d'un coup, Marcel est tué. Valérie est abattue par un complice de Frédo et Roger est emprisonné. L'amitié pourra peut-être réunir encore Philippe, Jean et Roger à la libération de ce dernier.

## Fiche technique
- Titre : Ils étaient cinq
- Réalisation : Jack Pinoteau, assisté de Claude Pinoteau
- Scénario : Michel Jourdan
- Adaptation, dialogues : Pierre Laroche
- Décors : Jacques Colombier
- Costumes : Jean Boulet
- Photographie : Jacques Lemare
- Opérateur : André Dumaître
- Musique : Georges Van Parys
- Montage : Marguerite Beaugé
- Son : Antoine Petitjean, assisté de Jacques Maumont
- Maquillage : Jean Ulysse, assisté de Lina Gallet
- Coiffures : Serge Stern
- Script-girl : Paule Converset
- Photographe de plateau : Robert Joffres
- Régisseur général : Roger Rogelys
- Tournage du 23 février au 14 avril 1951
- Production : Sud Film, Jeannic Films (France)
- Chef de production : Robert Jallies
- Directeur de production : Jean Velter
- Distribution : Jeannic Films (grande région parisienne), Société Marseillaise de Films (régions de Marseille, Lyon et Bordeaux)
- Format : Noir et blanc  - 1,37:1 - 35 mm - Son mono
- Genre : Drame
- Durée : 89 minutes
- Dates de sortie :
  - Première représentation à Knokke–le-Zoute (Belgique) le 6 juillet 1951 (Festival Belge d'Eté)
  - Sortie à Paris : 23 janvier 1952
  - Sortie en RFA : 18 décembre 1955
  - Sortie en RDA : 25 mars 1962
- Affiche : Boris Grinsson (France)

## Distribution
- Jean Carmet : Jean, le postier
- Jean Gaven : Marcel, le boxeur
- Michel Jourdan : Roger Courtois, l'acteur
- Jean-Claude Pascal : Philippe, le fils de famille
- Arlette Merry : Valérie, la sœur de Roger
- François Martin : André Lamberay, l'étudiant
- Jean Marchat : Frédo, le directeur du cabaret "La joie de vivre"
- André Versini : Serge, l'impresario de Valérie
- Nicole Besnard : Simone, l'amie de Jean
- Marcel André : Le commissaire
- Louis de Funès : Albert, le régisseur
- Robert Dalban : Dufau, le manager
- Irène Hilda : Fabienne Dorée
- Paul Mesnier
- Georges Galley
- Jean Ozenne
- Georgette Anys
- René Hell
- René Pascal
- Guy-Henry
- Charles Fawcett
- Roland Carey
- Bernard Hilda et son orchestre